# Los Angeles Lakers 2024-2025
Questa voce raccoglie le informazioni riguardanti i Los Angeles Lakers nella stagione NBA 2024-2025.

## Stagione
Quella del 2024-2025 è stata la 78ª stagione della franchigia, la 77ª nella NBA, nonché la loro 65ª stagione a Los Angeles e la 26ª alla Crypto.com Arena. Il 3 maggio 2024, i Lakers hanno licenziato l'allenatore Darvin Ham e tutti i suoi vice allenatori, incluso Phil Handy, che era con la squadra dalla stagione campione del 2020. Il 24 giugno 2024, i Lakers hanno assunto J.J. Redick come nuovo allenatore, iniziando la stagione come campioni in carica della NBA Cup.
Prima dell'inizio della stagione, i Lakers hanno annunciato che la maglia numero 21 sarebbe stata ritirata in onore di Michael Cooper durante la partita contro i San Antonio Spurs il 13 gennaio 2025, dopo che era stato annunciato come finalista per la Naismith Memorial Basketball Hall of Fame 2024. Nella partita d'esordio contro i Minnesota Timberwolves, LeBron James e suo figlio Bronny sono entrati nella storia della NBA diventando la prima coppia padre-figlio a giocare insieme nella lega. LeBron James è anche diventato il primo giocatore nella storia della NBA a giocare nella lega sia da adolescente che a 40 anni durante la notte di Capodanno.
Per la prima volta dalla stagione 2016-2017, i Lakers hanno vinto la serata d'apertura e hanno iniziato con un record di 3-0 per la prima volta dalla stagione 2010-2011. Con la vittoria sugli Utah Jazz il 19 novembre 2024, i Lakers hanno registrato la loro prima serie di sei vittorie consecutive in cinque stagioni. Durante questa stagione, i Lakers hanno visto due delle loro partite rinviate a fine stagione a causa degli incendi boschivi della California meridionale del gennaio 2025, che hanno causato anche la perdita della casa del coach J.J. Redick nella zona dell'incendio di Palisades.
Il 2 febbraio 2025, i Lakers sono stati coinvolti in uno scambio a tre squadre con i Dallas Mavericks e gli Utah Jazz, acquisendo la superstar Luka Dončić insieme a Maxi Kleber e Markieff Morris, mentre hanno ceduto Anthony Davis, Max Christie e una prima scelta del draft del 2029 ai Mavericks e ai Jazz Jalen Hood-Schifino e due scelte del secondo giro. Questo scambio è ampiamente considerato uno dei più scioccanti nella storia della NBA, essendo la prima volta in assoluto che due giocatori All-NBA in carica venivano scambiati l'uno per l'altro durante la stagione.
Il 9 aprile, i Lakers si sono aggiudicati un posto nei playoff per il terzo anno consecutivo, il primo dal 2020, senza partecipare al torneo play-in, dopo la vittoria contro i Dallas Mavericks. L'11 aprile, i Lakers hanno vinto il loro primo titolo della Pacific Division dal 2020, dopo la vittoria sugli Houston Rockets. Il 30 aprile, i Lakers sono stati eliminati a sorpresa al primo turno dai Minnesota Timberwolves in cinque partite. Questa è la prima volta dalla stagione 2005-2006 e 2006-2007 che i Lakers sono stati eliminati al primo turno per due stagioni consecutive, e la terza volta in cinque stagioni che i Lakers sono stati eliminati al primo turno, oltre ad essere stata la prima volta che sono stati eliminati al primo turno come testa di serie numero tre o superiore.

## Draft
| Giro | Scelta | Giocatore     | Ruolo | Nazionalità | Università/Squadra |
| ---- | ------ | ------------- | ----- | ----------- | ------------------ |
| 1    | 17     | Dalton Knecht | AP/G  | Stati Uniti | Tenn. Volunteers   |
| 2    | 55     | Bronny James  | G/P   | Stati Uniti | USC Trojans        |

I Los Angeles Lakers hanno avuto a disposizione due scelte, di cui una al primo giro ed una al secondo giro.

## Roster
| \| Pos. \| Num. \| Naz. \| Nome \| Altezza \| Peso \| Data nascita \| Provenienza \| \| ----- \| ---- \| ---- \| ---------------------- \| ------- \| ------ \| ------------ \| -------------------------------- \| \| P/G \| 77 \| \| Dončić, Luka \| 198 cm \| 104 kg \| 28-02-1999 \| Slovenia \| \| AP/AG \| 17 \| \| Finney-Smith, Dorian \| 201 cm \| 100 kg \| 04-05-1993 \| Florida \| \| P/G \| 30 \| \| Goodwin, Jordan \| 196 cm \| 100 kg \| 23-10-1998 \| Saint Louis \| \| AG \| 28 \| \| Hachimura, Rui \| 203 cm \| 104 kg \| 08-02-1998 \| Gonzaga \| \| AG/C \| 11 \| \| Hayes, Jaxson \| 213 cm \| 100 kg \| 23-05-2000 \| Texas \| \| P/G \| 9 \| \| James, Bronny \| 191 cm \| 95 kg \| 06-10-2004 \| Southern California \| \| AP/AG \| 23 \| \| James, LeBron \| 206 cm \| 113 kg \| 30-12-1984 \| St. Vincent-St. Mary High School \| \| C \| 55 \| \| Jemison, Trey (TW) \| 211 cm \| 118 kg \| 28-11-1999 \| Alabama–Birmingham \| \| G/AP \| 4 \| \| Knecht, Dalton \| 198 cm \| 98 kg \| 19-04-2001 \| Tennessee \| \| AG \| 14 \| \| Kleber, Maximilian \| 208 cm \| 109 kg \| 29-01-1992 \| Germania \| \| C \| 10 \| \| Koloko, Christian (TW) \| 213 cm \| 100 kg \| 20-06-2000 \| Arizona \| \| C \| 27 \| \| Len', Alex \| 213 cm \| 113 kg \| 16-06-1993 \| Maryland \| \| P/G \| 20 \| \| Milton, Shake \| 196 cm \| 93 kg \| 26-09-1996 \| Southern Methodist \| \| AG \| 88 \| \| Morris, Markieff \| 206 cm \| 111 kg \| 02-09-1989 \| Kansas \| \| P/G \| 15 \| \| Reaves, Austin \| 196 cm \| 89 kg \| 29-05-1998 \| Oklahoma \| \| AG \| 2 \| \| Vanderbilt, Jarred \| 203 cm \| 97 kg \| 03-04-1999 \| Kentucky \| \| P \| 7 \| \| Vincent, Gabe \| 188 cm \| 91 kg \| 14-06-1996 \| UC Santa Barbara \| | Allenatore - J.J. Redick Assistente/i - Bob Beyer - Scott Brooks - Lindsey Harding - Beau Levesque - Nate McMillan - Greg St. Jean Legenda - (C) Capitano - (FA) Free agent - (S) Sospeso - (DP) Scelta non firmata - (GL) Assegnato a squadra NBA G League affiliata - (TW) Contratto Two-way - Infortunato Roster • Transazioni · Ultima transazione: 27 marzo 2025 |                                              |                        |         |        |              |                                  |
| Pos. | Num. | Naz.                                         | Nome                   | Altezza | Peso   | Data nascita | Provenienza                      |
| P/G | 77 | Slovenia (bandiera)                          | Dončić, Luka           | 198 cm  | 104 kg | 28-02-1999   | Slovenia                         |
| AP/AG | 17 | Stati Uniti (bandiera)                       | Finney-Smith, Dorian   | 201 cm  | 100 kg | 04-05-1993   | Florida                          |
| P/G | 30 | Stati Uniti (bandiera)                       | Goodwin, Jordan        | 196 cm  | 100 kg | 23-10-1998   | Saint Louis                      |
| AG | 28 | Giappone (bandiera)                          | Hachimura, Rui         | 203 cm  | 104 kg | 08-02-1998   | Gonzaga                          |
| AG/C | 11 | Stati Uniti (bandiera)                       | Hayes, Jaxson          | 213 cm  | 100 kg | 23-05-2000   | Texas                            |
| P/G | 9 | Stati Uniti (bandiera)                       | James, Bronny          | 191 cm  | 95 kg  | 06-10-2004   | Southern California              |
| AP/AG | 23 | Stati Uniti (bandiera)                       | James, LeBron          | 206 cm  | 113 kg | 30-12-1984   | St. Vincent-St. Mary High School |
| C | 55 | Stati Uniti (bandiera)                       | Jemison, Trey (TW)     | 211 cm  | 118 kg | 28-11-1999   | Alabama–Birmingham               |
| G/AP | 4 | Stati Uniti (bandiera)                       | Knecht, Dalton         | 198 cm  | 98 kg  | 19-04-2001   | Tennessee                        |
| AG | 14 | Germania (bandiera)                          | Kleber, Maximilian     | 208 cm  | 109 kg | 29-01-1992   | Germania                         |
| C | 10 | Camerun (bandiera)                           | Koloko, Christian (TW) | 213 cm  | 100 kg | 20-06-2000   | Arizona                          |
| C | 27 | Ucraina (bandiera)                           | Len', Alex             | 213 cm  | 113 kg | 16-06-1993   | Maryland                         |
| P/G | 20 | Stati Uniti (bandiera)                       | Milton, Shake          | 196 cm  | 93 kg  | 26-09-1996   | Southern Methodist               |
| AG | 88 | Stati Uniti (bandiera)                       | Morris, Markieff       | 206 cm  | 111 kg | 02-09-1989   | Kansas                           |
| P/G | 15 | Stati Uniti (bandiera) · Germania (bandiera) | Reaves, Austin         | 196 cm  | 89 kg  | 29-05-1998   | Oklahoma                         |
| AG | 2 | Stati Uniti (bandiera)                       | Vanderbilt, Jarred     | 203 cm  | 97 kg  | 03-04-1999   | Kentucky                         |
| P | 7 | Nigeria (bandiera) · Stati Uniti (bandiera)  | Vincent, Gabe          | 188 cm  | 91 kg  | 14-06-1996   | UC Santa Barbara                 |

## Uniformi
- Casa

| Association |

- Trasferta

| Icon |

- Alternativa

| Statemant |

- Classica

| Classic |

- Città

| City |

## Classifiche

### Pacific Division
| Pacific Division     | V  | S  | V%   | PR   | Casa  | Trasf | Div  | PG |
| -------------------- | -- | -- | ---- | ---- | ----- | ----- | ---- | -- |
| y – L.A. Lakers      | 50 | 32 | .610 | 17,5 | 31–10 | 19–22 | 12-4 | 82 |
| x – L.A. Clippers    | 50 | 32 | .610 | 17,5 | 30–11 | 20–21 | 9-7  | 82 |
| p – G.S. Warriors    | 48 | 34 | .585 | 19,5 | 24–17 | 24–17 | 5-11 | 82 |
| p – Sacramento Kings | 40 | 42 | .488 | 27,5 | 20–21 | 20–21 | 5-11 | 82 |
| e – Phoenix Suns     | 36 | 46 | .439 | 31,5 | 24–17 | 12–29 | 9-7  | 82 |

### Western Conference
| Western Conference | Western Conference      | Western Conference | Western Conference | Western Conference | Western Conference | Western Conference |
| #                  | Squadra                 | V                  | S                  | V%                 | PR                 | PG                 |
| ------------------ | ----------------------- | ------------------ | ------------------ | ------------------ | ------------------ | ------------------ |
| 1                  | y – Oklahoma Thunder *  | 67                 | 14                 | .827               | –                  | 81                 |
| 2                  | y – Houston Rockets *   | 52                 | 29                 | .642               | 15,0               | 81                 |
| 3                  | y – L.A. Lakers *       | 50                 | 32                 | .610               | 17,5               | 82                 |
| 4                  | x – Denver Nuggets      | 50                 | 32                 | .610               | 17,5               | 82                 |
| 5                  | x – L.A. Clippers       | 50                 | 32                 | .610               | 17,5               | 82                 |
| 6                  | x – Minnesota T'wolves  | 49                 | 33                 | .598               | 18,5               | 82                 |
|                    |                         |                    |                    |                    |                    |                    |
| 7                  | p – G.S. Warriors       | 48                 | 34                 | .585               | 19,5               | 82                 |
| 8                  | p – Memphis Grizzlies   | 48                 | 34                 | .585               | 19,5               | 82                 |
| 9                  | p – Sacramento Kings    | 40                 | 42                 | .488               | 27,5               | 82                 |
| 10                 | p – Dallas Mavericks    | 39                 | 43                 | .476               | 28,5               | 82                 |
|                    |                         |                    |                    |                    |                    |                    |
| 11                 | e – Phoenix Suns        | 36                 | 46                 | .439               | 31,5               | 82                 |
| 12                 | e – Portland T. Blazers | 36                 | 46                 | .439               | 31,5               | 82                 |
| 13                 | e – San Antonio Spurs   | 33                 | 47                 | .413               | 33,5               | 80                 |
| 14                 | e – N.O. Pelicans       | 21                 | 61                 | .256               | 46,5               | 82                 |
| 15                 | e – Utah Jazz           | 17                 | 65                 | .207               | 50,5               | 82                 |

Note:
- z – Fattore campo per gli interi playoff
- c – Fattore campo per le finali di Conference
- y – Campione della division
- x – Qualificata ai playoff
- p – Qualificata ai play-in
- e – Eliminata dai playoff
- * – Leader della division

## Risultati

### Preseason
|  | Denota le partite vinte |
|  | Denota le partite perse |

### Regular season
|  | Denota le partite vinte |
|  | Denota le partite perse |

### Play-off
|  | Denota le partite vinte |
|  | Denota le partite perse |

## NBA Cup
I gruppi sono stati rivelati durante l'annuncio del torneo il 12 luglio 2024. I Lakers inizialmente hanno vinto le loro prime due partite della NBA Cup e hanno cercato di continuare la loro serie di vittorie nel torneo di metà stagione iniziato la scorsa stagione nel torneo NBA In-Season 2023, ma le sconfitte contro i Phoenix Suns e gli Oklahoma City Thunder verso la fine delle partite del Gruppo B hanno eliminato la corsa dei Lakers, impedendogli di riconfermarsi campioni della ormai ribattezzata NBA Cup.

### Girone Ovest B
| Pos | Squadra           | G | V | P | PF  | PS  | DP  | Qualificazione                                                |
| --- | ----------------- | - | - | - | --- | --- | --- | ------------------------------------------------------------- |
| 1   | Oklahoma Thunder  | 4 | 3 | 1 | 437 | 392 | +45 | Passa alla fase a eliminazione diretta                        |
| 2   | Phoenix Suns      | 4 | 3 | 1 | 434 | 404 | +30 | Possibile fase a eliminazione diretta in base alla classifica |
| 3   | L.A. Lakers       | 4 | 2 | 2 | 437 | 461 | −24 |                                                               |
| 4   | San Antonio Spurs | 4 | 2 | 2 | 446 | 443 | +3  |                                                               |
| 5   | Utah Jazz         | 4 | 0 | 4 | 451 | 505 | −54 |                                                               |

|                       | OKC       | PHX       | LAL       | UTA       | SAS       |
| Oklahoma City Thunder |           | 99 - 83   | 101 - 93  | 133 - 106 | 104 - 110 |
| Phoenix Suns          | 83 - 99   |           | 127 - 100 | 120 - 112 | 104 - 93  |
| Los Angeles Lakers    | 93 - 101  | 100 - 127 |           | 124 - 118 | 120 - 115 |
| Utah Jazz             | 106 - 133 | 112 - 120 | 118 - 124 |           | 115 - 128 |
| San Antonio Spurs     | 110 - 104 | 93 - 104  | 115 - 120 | 128 - 115 |           |

## Mercato

### Scambi
| 29.11.2024 | |                                                                                               |
| Brooklyn Nets Maxwell Lewis D'Angelo Russell Scelta condizionata 2º giro Draft 2027 dei Lakers Scelta 2º giro Draft 2030 dei Lakers Scelta 2º giro Draft 2031 dei Lakers | L.A. Lakers Dorian Finney-Smith Shake Milton |                                                                                               |
| 2.2.2025 | Scambi a tre squadre | Scambi a tre squadre                                                                          |
| 2.2.2025 | Dallas Mavericks Max Christie (da Los Angeles) Anthony Davis (da Los Angeles) Scelta 1º giro Draft 2029 dei Lakers                                         | L.A. Lakers Luka Dončić (da Dallas) Maximilian Kleber (da Dallas) Markieff Morris (da Dallas) |
| 2.2.2025 | Utah Jazz Jalen Hood-Schifino (da Los Angeles) Scelta 2º giro Draft 2025 dei Mavericks (da Dallas) Scelta 2º giro Draft 2025 dei Clippers (da Los Angeles) |                                                                                               |

### Free Agency

#### Rinnovi
| Data       | Giocatore       | Ref.                                                   |
| ---------- | --------------- | ------------------------------------------------------ |
| 6.7.2024   | Colin Castleton | Contratto Two-Way                                      |
| 6.7.2024   | Max Christie    | 4 anni - $ 32 milioni                                  |
| 6.7.2024   | LeBron James    | 2 anno - $ 101.355.998                                 |
| 19.10.2024 | Quincy Olivari  | Contratto Two-Way (non garantito > contratto standard) |
| 27.3.2025  | Jordan Goodwin  | 2 anni (Two-Way > contratto standard) - $ 2.573.296    |

### Acquisti

#### Acquisti
| Data       | Giocatore             | Contratto                            | Provenienza                        |
| ---------- | --------------------- | ------------------------------------ | ---------------------------------- |
| 5.7.2024   | Blake Hinson          | Contratto Two-Way                    | Pittsburgh Panthers                |
| 5.7.2024   | Armel Traoré          | Contratto Two-Way                    | Blois                              |
| 14.8.2024  | Kylor Kelley          | 1 anno (non garantito) - $ 1.157.153 | Maine Celtics                      |
| 14.8.2024  | Quincy Olivari        | 1 anno (non garantito) - $ 1.157.153 | Xavier Musketeers                  |
| 4.9.2024   | Vincent Valerio-Bodon | 1 anno (non garantito) - $ 1.157.153 | South Bay Lakers                   |
| 5.9.2024   | Alex Fudge            | 1 anno (non garantito) - $ 1.862.265 | Dallas Mavericks / Texas Legends   |
| 6.9.2024   | Jordan Goodwin        | 1 anno (non garantito) - $ 2.162.606 | Memphis Grizzlies / Memphis Hustle |
| 16.9.2024  | Christian Koloko      | Contratto Two-Way                    | Toronto Raptors                    |
| 18.10.2024 | Grayson Murphy        | 1 anno (non garantito) - $ 1.157.153 | Dresden Titans                     |
| 29.12.2024 | Dorian Finney-Smith   | Scambiato                            | Brooklyn Nets                      |
| 29.12.2024 | Shake Milton          | Scambiato                            | Brooklyn Nets                      |
| 15.1.2025  | Trey Jemison          | Contratto Two-Way                    | N.O. Pelicans / Birm. Squadron     |
| 1.2.2025   | Luka Dončić           | Scambiato                            | Dallas Mavericks                   |
| 1.2.2025   | Maximilian Kleber     | Scambiato                            | Dallas Mavericks                   |
| 1.2.2025   | Markieff Morris       | Scambiato                            | Dallas Mavericks                   |
| 7.2.2025   | Jordan Goodwin        | Contratto Two-Way                    | South Bay Lakers                   |
| 11.2.2025  | Alex Len'             | Fine stagione - $ 1.177.206          | Sacramento Kings / Wash. Wizards   |

#### Cessioni
| Data       | Giocatore             | Motivo                       | Nuova squadra(e) |
| ---------- | --------------------- | ---------------------------- | --- |
| 9.7.2024   | Taurean Prince        | Free agent senza restrizioni | Milwaukee Bucks |
| 3.8.2024   | Spencer Dinwiddie     | Free agent senza restrizioni | Dallas Mavericks |
| 25.9.2024  | Skylar Mays           | Rilasciato                   | Minnesota T'wolves / Fenerbahçe / Iowa Wolves                                                                                                |
| 24.9.2024  | Blake Hinson          | Rilasciato                   | G.S. Warriors / S.C. Warriors |
| 28.9.2024  | Harry Giles           | Rilasciato                   | Charlotte Hornets / Shanxi Loongs |
| 26.10.2024 | Alex Fudge            | Rilasciato                   | South Bay Lakers |
| 26.10.2024 | Jordan Goodwin        | Rilasciato                   | South Bay Lakers / L.A. Lakers |
| 26.10.2024 | Kylor Kelley          | Rilasciato                   | South Bay Lakers / Dallas Mavericks / South Bay Lakers / N.O. Pelicans / Pall. Trieste                                                       |
| 26.10.2024 | Grayson Murphy        | Rilasciato                   | South Bay Lakers |
| 27.10.2024 | Colin Castleton       | Rilasciato                   | Long Island Nets / Memphis Grizzlies / Memphis Hustle / Osceola Magic / Toronto Raptors / Raptors 905 / Philadelphia 76ers / Toronto Raptors |
| 28.10.2024 | Vincent Valerio-Bodon | Rilasciato                   | South Bay Lakers / Rip City Remix |
| 29.12.2024 | D'Angelo Russell      | Scambiato                    | Brooklyn Nets |
| 29.12.2024 | Maxwell Lewis         | Scambiato                    | Brooklyn Nets |
| 1.2.2025   | Max Christie          | Scambiato                    | Dallas Mavericks |
| 1.2.2025   | Anthony Davis         | Scambiato                    | Dallas Mavericks |
| 1.2.2025   | Jalen Hood-Schifino   | Scambiato                    | Utah Jazz |

## Statistiche

### Statistiche di squadra
| Competizione      | In casa | In casa | In casa | In casa | In casa | In trasferta | In trasferta | In trasferta | In trasferta | In trasferta | Totale | Totale | Totale | Totale | Totale | Totale |
| Competizione      | G       | V       | P       | Ptf     | Pts     | G            | V            | P            | Ptf          | Pts          | G      | V      | P      | Ptf    | Pts    | Diff.  |
| ----------------- | ------- | ------- | ------- | ------- | ------- | ------------ | ------------ | ------------ | ------------ | ------------ | ------ | ------ | ------ | ------ | ------ | ------ |
| Stagione regolare | 41      | 31      | 10      | 4723    | 4525    | 41           | 19           | 22           | 4575         | 4673         | 82     | 50     | 32     | 9298   | 9198   | +100   |
| Playoff           | 3       | 1       | 2       | 285     | 305     | 2            | 0            | 2            | 217          | 232          | 5      | 1      | 4      | 502    | 537    | -35    |
| Totale            | 43      | 32      | 12      | 5008    | 4830    | 43           | 19           | 24           | 4792         | 4905         | 87     | 51     | 36     | 9800   | 9735   | +65    |

### Statistiche individuali

#### Stagione regolare
|                  |    |      |    |      | Tiri da 2 | Tiri da 2 | Tiri da 2 | Tiri da 3 | Tiri da 3 | Tiri da 3 | Tiri liberi | Tiri liberi | Tiri liberi | Rimbalzi | Rimbalzi | Rimbalzi | Palle | Palle |     |      |      |      |
| Giocatore        | PG | PUN  | SF | MIN  | R         | T         | %         | R         | T         | %         | R           | T           | %           | O        | D        | T        | P     | R     | S   | FC   | Ass  | +/-  |
| ---------------- | -- | ---- | -- | ---- | --------- | --------- | --------- | --------- | --------- | --------- | ----------- | ----------- | ----------- | -------- | -------- | -------- | ----- | ----- | --- | ---- | ---- | ---- |
| M. Christie      | 46 | 390  | 25 | 1154 | 68        | 125       | 54,4      | 60        | 163       | 36,8      | 74          | 87          | 85,1        | 25       | 98       | 123      | 39    | 35    | 21  | 73   | 66   | -17  |
| A. Davis         | 42 | 1081 | 42 | 1440 | 372       | 664       | 56,0      | 28        | 94        | 29,8      | 253         | 321         | 78,8        | 119      | 380      | 499      | 93    | 54    | 90  | 82   | 141  | +21  |
| L. Dončić        | 28 | 789  | 28 | 984  | 143       | 290       | 49,3      | 102       | 269       | 37,9      | 197         | 249         | 79,1        | 24       | 202      | 226      | 104   | 45    | 12  | 68   | 211  | +176 |
| D. Finney-Smith  | 43 | 341  | 20 | 1239 | 40        | 70        | 57,1      | 82        | 206       | 39,8      | 15          | 21          | 71,4        | 49       | 107      | 156      | 38    | 40    | 11  | 82   | 59   | +268 |
| J. Goodwin       | 29 | 161  | 5  | 543  | 37        | 76        | 48,7      | 26        | 68        | 38,2      | 9           | 11          | 81,8        | 38       | 74       | 112      | 26    | 30    | 11  | 43   | 42   | -11  |
| R. Hachimura     | 59 | 775  | 57 | 1869 | 191       | 329       | 58,1      | 102       | 247       | 41,3      | 87          | 113         | 77,0        | 79       | 216      | 295      | 49    | 45    | 26  | 105  | 83   | +158 |
| J. Hayes         | 56 | 383  | 35 | 1093 | 161       | 220       | 73,2      | 0         | 3         | 0         | 61          | 98          | 62,2        | 78       | 191      | 269      | 43    | 31    | 51  | 136  | 58   | +87  |
| J. Hood-Schifino | 2  | 4    | 0  | 14   | 1         | 1         | 100,0     | 0         | 0         | 0         | 2           | 2           | 100,0       | 1        | 0        | 1        | 1     | 0     | 1   | 3    | 1    | +8   |
| B. James         | 27 | 62   | 1  | 181  | 12        | 35        | 34,3      | 9         | 32        | 28,1      | 11          | 14          | 78,6        | 4        | 14       | 18       | 13    | 9     | 3   | 13   | 22   | -71  |
| L. James         | 70 | 1710 | 70 | 2444 | 502       | 874       | 57,4      | 149       | 396       | 37,6      | 259         | 331         | 78,2        | 72       | 474      | 546      | 260   | 70    | 39  | 99   | 575  | -54  |
| T. Jemison       | 22 | 57   | 0  | 226  | 26        | 42        | 61,9      | 0         | 0         | 0         | 5           | 12          | 41,7        | 22       | 39       | 61       | 14    | 2     | 9   | 42   | 6    | +0   |
| D. Knecht        | 78 | 706  | 16 | 1494 | 129       | 217       | 59,4      | 128       | 340       | 37,6      | 64          | 84          | 76,2        | 37       | 179      | 216      | 37    | 24    | 8   | 93   | 66   | -73  |
| C. Koloko        | 37 | 90   | 0  | 342  | 40        | 62        | 64,5      | 0         | 4         | 0         | 10          | 14          | 71,4        | 35       | 57       | 92       | 12    | 8     | 16  | 44   | 16   | -7   |
| A. Len'          | 10 | 22   | 4  | 122  | 9         | 19        | 47,4      | 1         | 3         | 33,3      | 1           | 4           | 25,0        | 13       | 18       | 31       | 9     | 1     | 3   | 21   | 8    | -58  |
| M. Lewis         | 7  | 4    | 0  | 29   | 2         | 6         | 33,3      | 0         | 0         | 0         | 0           | 0           | 0           | 2        | 0        | 2        | 2     | 1     | 0   | 1    | 2    | -25  |
| S. Milton        | 30 | 116  | 1  | 345  | 32        | 63        | 50,8      | 10        | 34        | 29,4      | 22          | 26          | 84,6        | 15       | 38       | 53       | 20    | 10    | 3   | 24   | 38   | -51  |
| M. Morris        | 8  | 44   | 2  | 124  | 9         | 25        | 36,0      | 7         | 23        | 30,4      | 5           | 6           | 83,3        | 3        | 12       | 15       | 3     | 1     | 2   | 14   | 17   | -18  |
| Q. Olivari       | 2  | 3    | 0  | 10   | 0         | 0         | 0         | 1         | 5         | 20,0      | 0           | 0           | 0           | 0        | 0        | 0        | 1     | 0     | 0   | 0    | 1    | -18  |
| A. Reaves        | 73 | 1475 | 73 | 2550 | 277       | 506       | 54,7      | 200       | 531       | 37,7      | 321         | 366         | 87,7        | 61       | 268      | 329      | 177   | 81    | 22  | 151  | 421  | +195 |
| C. Reddish       | 33 | 105  | 8  | 589  | 25        | 47        | 53,2      | 13        | 47        | 27,7      | 16          | 26          | 61,5        | 17       | 49       | 66       | 12    | 33    | 10  | 43   | 22   | -91  |
| D. Russell       | 29 | 359  | 10 | 763  | 73        | 143       | 51,0      | 56        | 168       | 33,3      | 45          | 53          | 84,9        | 8        | 72       | 80       | 50    | 23    | 4   | 53   | 136  | +47  |
| A. Traoré        | 9  | 14   | 0  | 67   | 6         | 12        | 50,0      | 0         | 7         | 0         | 2           | 7           | 28,6        | 2        | 13       | 15       | 3     | 4     | 2   | 6    | 1    | -49  |
| J. Vanderbilt    | 36 | 147  | 2  | 581  | 50        | 89        | 56,2      | 9         | 32        | 28,1      | 20          | 36          | 55,6        | 68       | 114      | 182      | 29    | 35    | 10  | 67   | 41   | +35  |
| G. Vincent       | 72 | 460  | 11 | 1527 | 59        | 111       | 53,2      | 109       | 309       | 35,3      | 15          | 21          | 71,4        | 20       | 72       | 92       | 41    | 51    | 13  | 152  | 98   | +48  |
| Totale           | 82 | 9298 | –  | –    | 2264      | 4026      | 56,2      | 1092      | 2981      | 36,6      | 1494        | 1902        | 78,5        | 792      | 2687     | 3479     | 1076  | 633   | 367 | 1415 | 2131 | +100 |

#### Playoff
|                 |    |     |    |     | Tiri da 2 | Tiri da 2 | Tiri da 2 | Tiri da 3 | Tiri da 3 | Tiri da 3 | Tiri liberi | Tiri liberi | Tiri liberi | Rimbalzi | Rimbalzi | Rimbalzi | Palle | Palle |    |     |     |     |
| Giocatore       | PG | PUN | SF | MIN | R         | T         | %         | R         | T         | %         | R           | T           | %           | O        | D        | T        | P     | R     | S  | FC  | Ass | +/- |
| --------------- | -- | --- | -- | --- | --------- | --------- | --------- | --------- | --------- | --------- | ----------- | ----------- | ----------- | -------- | -------- | -------- | ----- | ----- | -- | --- | --- | --- |
| L. Dončić       | 5  | 151 | 5  | 208 | 31        | 51        | 53,4      | 16        | 46        | 34,8      | 41          | 46          | 89,1        | 2        | 33       | 35       | 20    | 5     | 3  | 16  | 29  | -24 |
| D. Finney-Smith | 5  | 31  | 1  | 170 | 5         | 10        | 50,0      | 7         | 19        | 36,8      | 0           | 0           | 0           | 10       | 11       | 21       | 5     | 1     | 2  | 17  | 13  | -10 |
| J. Goodwin      | 4  | 3   | 0  | 31  | 1         | 3         | 33,3      | 0         | 2         | 0         | 1           | 2           | 50,0        | 2        | 3        | 5        | 1     | 1     | 1  | 7   | 2   | +12 |
| R. Hachimura    | 5  | 74  | 5  | 182 | 13        | 26        | 50,0      | 15        | 31        | 48,4      | 3           | 3           | 100,0       | 4        | 19       | 23       | 7     | 3     | 3  | 12  | 5   | -55 |
| J. Hayes        | 4  | 7   | 4  | 31  | 3         | 8         | 37,5      | 0         | 0         | 0         | 1           | 2           | 50,0        | 5        | 3        | 8        | 1     | 0     | 1  | 8   | 1   | -17 |
| B. James        | 2  | 0   | 0  | 4   | 0         | 0         | 0         | 0         | 2         | 0         | 0           | 0           | 0           | 0        | 0        | 0        | 0     | 0     | 0  | 0   | 0   | +1  |
| L. James        | 5  | 127 | 5  | 204 | 33        | 60        | 55,0      | 10        | 28        | 35,7      | 31          | 40          | 77,5        | 12       | 33       | 45       | 13    | 10    | 9  | 8   | 28  | -41 |
| M. Kleber       | 1  | 2   | 0  | 5   | 0         | 0         | 0         | 0         | 1         | 0         | 2           | 2           | 100,0       | 0        | 0        | 0        | 1     | 0     | 0  | 1   | 0   | -1  |
| D. Knecht       | 2  | 5   | 0  | 4   | 1         | 1         | 100,0     | 1         | 4         | 25,0      | 0           | 0           | 0           | 2        | 1        | 3        | 0     | 0     | 0  | 0   | 0   | +1  |
| A. Len'         | 2  | 0   | 0  | 4   | 0         | 1         | 0         | 0         | 0         | 0         | 0           | 0           | 0           | 3        | 1        | 4        | 0     | 0     | 0  | 0   | 0   | +1  |
| S. Milton       | 2  | 0   | 0  | 4   | 0         | 1         | 0         | 0         | 0         | 0         | 0           | 0           | 0           | 0        | 0        | 0        | 0     | 0     | 0  | 1   | 0   | +1  |
| A. Reaves       | 5  | 81  | 5  | 196 | 15        | 26        | 57,7      | 15        | 47        | 31,9      | 6           | 7           | 85,7        | 4        | 23       | 27       | 14    | 1     | 3  | 18  | 18  | -37 |
| J. Vanderbilt   | 5  | 7   | 0  | 60  | 2         | 5         | 40,0      | 0         | 1         | 0         | 3           | 4           | 75,0        | 4        | 15       | 19       | 3     | 3     | 1  | 9   | 5   | -3  |
| G. Vincent      | 5  | 14  | 0  | 99  | 1         | 1         | 100,0     | 4         | 13        | 30,8      | 0           | 0           | 0           | 0        | 5        | 5        | 1     | 1     | 2  | 8   | 5   | -3  |
| Totale          | 5  | 502 | –  | –   | 105       | 200       | 52,2      | 68        | 194       | 35,1      | 88          | 106         | 83,0        | 48       | 147      | 195      | 66    | 25    | 25 | 105 | 106 | -35 |